# Claire Emslie
Claire Emslie (Edinburgh, 1994. március 8. –) skót női válogatott labdarúgó. Az amerikai Orlando Pride játékosa, aki kölcsönben az Everton együttesének támadósorát erősíti.

## Pályafutása

### A válogatottban
2016. január 25-én Izland ellen mutatkozott be a skót nemzeti tizenegyben.

## Sikerei

### Klubcsapatokban
Skót ligakupa győztes (1):
- Hibernian (1): 2011

 Angol kupagyőztes (1):
- Manchester City (1): 2018-19

 Angol ligakupa győztes (1):
- Manchester City (1): 2018-19

### A válogatottban
Skócia
- Pinatar-kupa győztes: 2020